# بلانكا سوليس
بلانكا سوليس (بالإسبانية: Blanca Solís)‏ (30 أبريل 1996 بتوكستلا غوتيريز في المكسيك - ) هي لاعبة كرة قدم مكسيكية في مركز الهجوم.

## وصلات خارجية
- بلانكا سوليس على موقع بطولة كرة القدم المكسيكية للسيدات (الإسبانية)
- بلانكا سوليس على موقع Soccerway.com (الإنجليزية)